# Flakkaserne Buckesfeld
Die Flakkaserne am Buckesfeld (von den belgischen Streitkräften auch La-Lys-Kaserne genannt) war eine unter Denkmalschutz stehende Kaserne in Lüdenscheid. Das noch stehende Wachgebäude wird umgangssprachlich Knast genannt und steht heute mit der Nummer 138 unter Denkmalschutz. In ihm befindet sich heute ein Jugendtreff, welcher von der Arbeiterwohlfahrt betrieben wird. Das Gelände war im Jahr 1939 24,7 ha groß. Weiterhin kann noch das Kasino Buckesfeld (0,25 ha) und das Übungsgelände Heerwiese (24,5 ha) hinzugerechnet werden. Insgesamt kommt man so auf über 50 ha Fläche.

## Geschichte

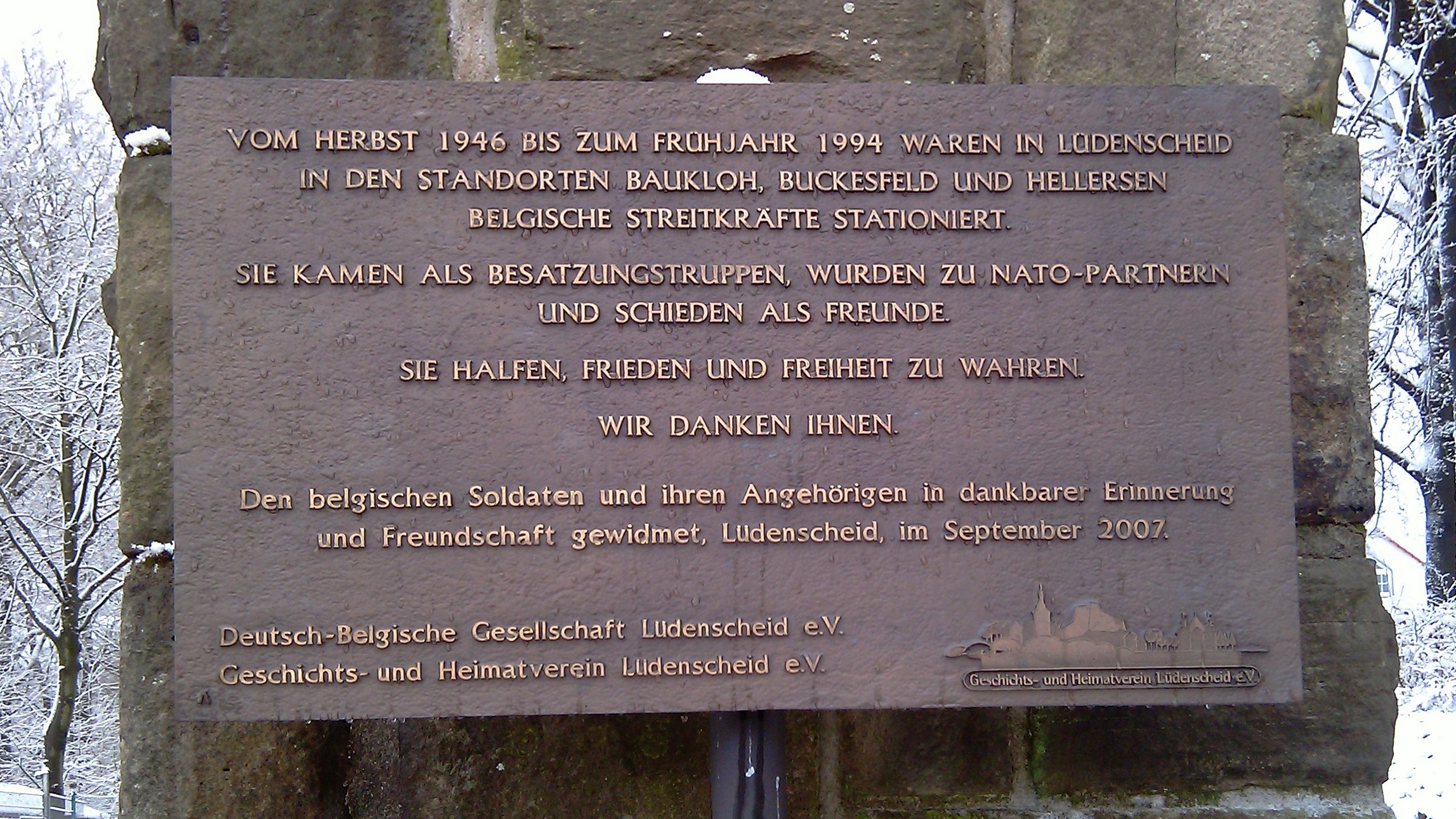
Erinnerungstafel an die belgischen Streitkräfte in Lüdenscheid, gestiftet vom Geschichts- und Heimatverein Lüdenscheid

Am 20. Dezember 1935 unterzeichneten die Stadt Lüdenscheid und das Reichsluftfahrtministerium einen Vertrag mit Einzelheiten „des Grunderwerbs, den Straßenbau sowie die Wasser-, Gas- und Stromlieferung und nicht zuletzt auch die Entwässerung des gesamten Kasernengeländes im Trennsystem. Laut Vertrag verzichtete die Stadt auf Anliegerbeiträge, Anschlußgebühren, Gebühren und Kosten für Einmessungen sowie baupolizeiliche Gebühren.“
Die Lokalzeitung Lüdenscheider Nachrichten schrieb, als die Verträge im August 1994 öffentlich wurden, einen Artikel mit der Überschrift „Die Nazis kassierten 1935 Buckesfeld ein“ () Noch im Jahre 1935 wurde mit dem Bau begonnen und am 7. Oktober 1936 feierte man Richtfest. Ein halbes Jahr später schon bezog man die Kaserne.
Nach dem Krieg wurde die Kaserne durch die belgische Armee besetzt. Die Bevölkerung baute jedoch bald freundschaftliche Beziehungen zu den Belgiern auf, so wurde zum Beispiel die Deutsch-Belgische Gesellschaft gegründet. 1994 räumten die belgischen Truppen die La-Lys-Kaserne.
In den 1960er Jahren war auch die Bundeswehr mit dem Transportbataillon 181 für ein paar Jahre im Kasernenbereich zu Gast.

## Gebäude

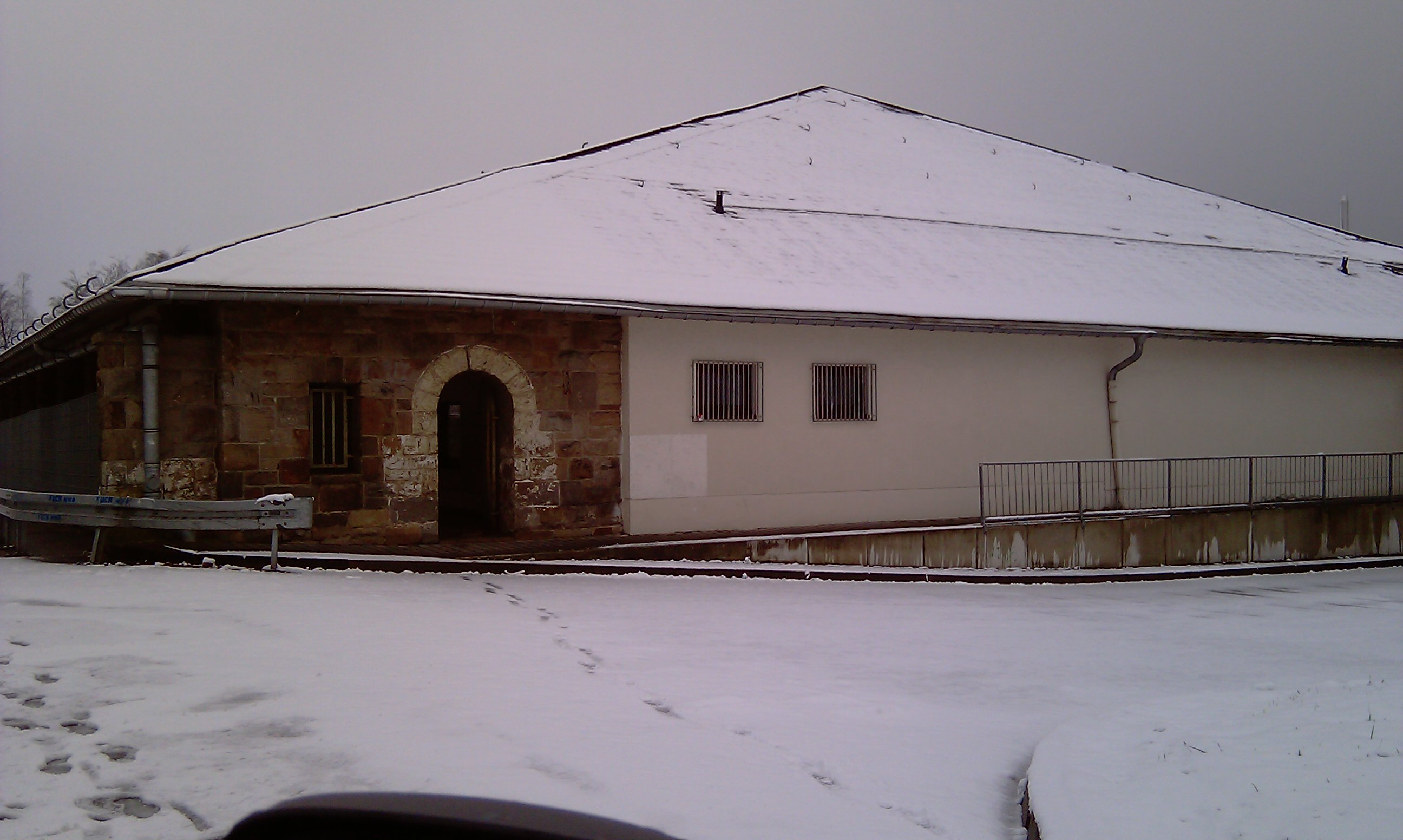
Turnhalle

Zur Kaserne Buckesfeld wurden folgende Einrichtungen gezählt:
- Freibad
- Kasino
- Sanitätsbereich
- Großturnhalle
- Exerzierhalle (auch als Turnhalle nutzbar)
- Waffen- und Fahrzeugwerkstatt
- Wachturm (Lage: 51° 13′ 38,6″ N, 7° 35′ 53,3″ O)
- Sportplatz (Lage: 51° 13′ 45,7″ N, 7° 36′ 29,7″ O)
- (Übungsgelände)
- Wachgebäude (Lage: 51° 13′ 31,4″ N, 7° 36′ 16,7″ O)